# Château de Villeneuve-l'Étang
Le château de Villeneuve-l'Étang est un château aujourd'hui détruit qui se trouvait sur le territoire de la commune de Marnes-la-Coquette, dans le département des Hauts-de-Seine.

## Histoire
À la fin du XVIIe siècle, le domaine de l'Étang, avec un château reconstruit en 1698 par Jules Hardouin-Mansart, appartient à Louis François Marie Le Tellier de Barbezieux, secrétaire d'État à la guerre de Louis XIV, mort en 1701, dont les enfants le vendent à un autre ministre de Louis XIV, Michel Chamillart. 
Ce dernier fait agrandir et réaménager le domaine, dont la superficie atteint 450 arpents.
Dans les premières années du XVIIIe siècle, Michel Chamillart fait terminer le château de l'Etang, qui est le chef-lieu du domaine.  
Il utilisait alors le château de Villeneuve comme résidence pour le régisseur du domaine, le fontainier et le jardinier. Les serres s'y trouvaient. Une troisième demeure, le château de La Marche, existait dans le domaine, où Michel Chamillart avait aménagé les écuries pour ses chevaux.
À la suite de sa disgrâce, en 1709, Michel Chamillart doit vendre le domaine de l'Étang, qui sera morcelé. Le château de l'Étang est détruit. Le château de La Marche est acheté en 1718 par John Law.
Le château de Villeneuve, toujours entouré d'un vaste parc (200 arpents soit 100 hectares), appartient pendant le premier empire au maréchal Soult, qui le vend en 1821 à la duchesse d’Angoulême. 
Cette dernière l'occupe jusqu'à la Révolution de 1830.
En 1852, Louis-Napoléon Bonaparte, alors président de la République, achète le domaine de Villeneuve-l’Étang puis entreprend des constructions annexes sur le domaine.
Devenu empereur, il y séjourne avec l'impératrice Eugénie, en particulier pendant leur lune de miel, en 1853.
En 1878, le domaine devient public. Le château a été détruit dans les années 1880. Le reste du domaine est affecté au ministère de l'Instruction publique et des Beaux-Arts : une partie est concédée à Louis Pasteur pour qu'il poursuive ses recherches. Ces bâtiments, construits sous Napoléon III, existent encore.